# 六盘山

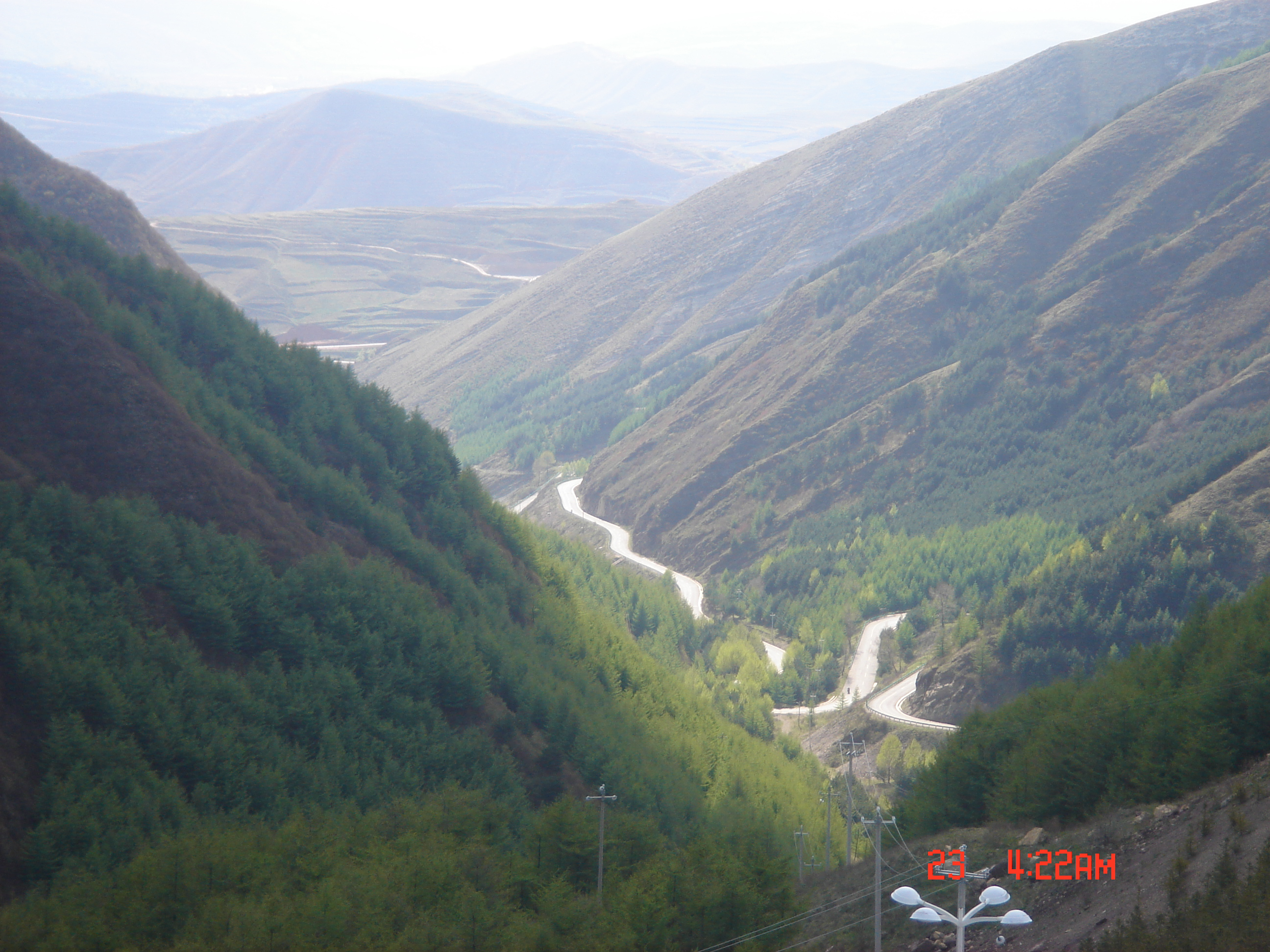
六盘山红军长征纪念馆外景色

六盘山（英文：Liu-p'an Mountains，或稱作Liu-p'an Shan/Liupan Shan），即六盘山脉，古称陇山，主体呈南北走向，横跨宁夏中南部、甘肃东部、陕西西部。历史上翻越这座山脉需要通过山路曲折险狭的六盘古道，“盘道六重始达山顶”，故得名六盘山。
六盘山脉平均海拔2,500米左右。主峰米缸山在宁夏泾源、隆德交界处，海拔2,942米。六盘山脉的第二高峰也被命名为六盘山，位于固原原州区境内，海拔2,928米。
六盘山是连接河套平原和关中平原的重要山脉，是关中平原的天然屏障，中国古代农耕文明和游牧文明的分界线之一。最早记载于先秦典籍《山海经》，称为泾谷之山。是中国北方重要的分水岭，是渭河与泾河的分水岭。是渭河第一大支流泾河、黄河宁夏段最大支流清水河和葫芦河的主要发源地，每年近3亿立方米的径流量直接惠及周边200多万人口。
在中国古代，六盘山因为其重要的战略地理位置，秦始皇、汉武帝、曹操、周武帝、唐太宗、李元昊、成吉思汗、忽必烈等帝王先后巡视、督查、驻扎于六盘山，六盘山也被称为帝王之山。六盘山在古代是西出西域、北伐草原游牧民族的必经之路，很多诗人如李白、王维、卢照邻等描绘过六盘山。六盘山是长征翻越的最后一座大山，毛泽东在六盘山写下《清平乐·六盘山》。
1227年7月12日(公历8月25日)，在出征西夏时，成吉思汗在养伤期间病逝于六盘山。时年66岁。。
六盘山山中森林茂盛，物种资源丰富，有“西北种质资源基因库”之称，是黄土高原重要的水土涵养林区，在六盘山林区建有六盘山国家级自然保护区。

## 形成
六盘山是中国最年轻的山脉之一，受喜马拉雅造山运动和蓝山运动共同作用形成，是一条近似南北走向的狭长山脉。在距今约850万年前的喜马拉雅凿山运动后期,喜马拉雅山、冈底斯山强烈隆升,高原东北边缘的海原 - 同心 - 六盘山弧形构造区强烈的构造复活变形以及祁连山发生第三系地层褶皱以及强烈的逆冲推覆作用,反映了高原隆升效应的逐步向北扩展。

## 气候
六盘山气候属中温带半湿润向半干旱过渡带，具有温带大陆性气候和海洋季风边缘气候特点，春低温少雨，夏短暂多雹，秋阴涝霜早，冬严寒绵长。六盘山区光热资源较少，山腰地带降雨较多，气候较为湿润，宜于林木生长，有较繁茂的天然次生阔叶林。年日照时数2200～2400小时，年均温5～6℃，有“春来秋去无盛夏”之说。据海拔2840米的高山气象站资料，年均温仅1℃，无霜期90—130天，年降水量670—1000毫米，年平均降水量达677毫米，丰沛的降水使保护区境内大小60多条溪流四季长流，六盘山三河源地区是清水河、泾河、葫芦河的发源地。是黄土高原中的“湿岛”。

## 名称
六盘山是关中平原向西的第一座大山。由于是泾河的发源地，在《山海经》中被称为泾谷之山，多产“白金、白玉”。
古代六盘古道十分艰险，传说道路由鹿踩踏而成，又名“鹿盘山”。在《史记》中固原南部的六盘山之一部分被称为“鸡头山”,公元220年秦始皇巡视时曾翻越之。也有一些典籍记载为“笄头山”。
从汉武帝时期开始，六盘山脉正式被称为陇山，这一名称在历史上沿用最广。以六盘山（陇山）为地理坐标衍生出很多地名，经常在古代典籍、诗词中出现，如陇右、陇头、陇坂、陇西、关陇集团（陈寅恪先生提出）、陇县、陇首、陇坻等等。在《汉书》中某些段落也称六盘山为“洛畔”或“络盘”，应该是后来“六盘”发音的来源。
北魏、北周、隋、唐时，大量典籍、墓志、诗词中仍沿用陇山这个名字。
约自西夏、宋时期开始到元、明、清，六盘山这个名字得到了更多使用，见于《宋史》、《元史》、《明史》、《李梦阳集》、于右任《固原道中》等大量典籍和私人著述中，都用六盘山一名，并一直沿用至今。

## 历史记载

### 春秋戰國
據《史記》記載，西戎部落的領土在隴山以西一帶。

### 秦始皇
秦始皇灭六国第二年,即秦始皇二十七年(前220)，秦始皇首巡北地郡，经六盘山朝那湫（今宁夏回族自治区彭阳县古城镇西）封禅。

### 汉武帝
汉武帝元鼎五年(前112年)十月，汉武帝越陇山（六盘山），登崆峒山（今甘肃平凉），出萧关（今宁夏固原东南），首次巡视安定郡（今宁夏固原），检查边防，狩猎于“新秦中”（今宁夏平原、内蒙古包头等军屯区域）史学家司马迁随从巡视。
元封四年(前107年),汉武帝第二次巡视六盘山。

### 唐太宗
六盘山地理上靠近长安是唐帝国最重要的战马来源地。贞观二十年(公元646年)，唐太宗李世民起驾长安，亲临六盘山，在瓦亭（固原市泾源县大湾乡瓦亭村）视察战马培育情况。

### 成吉思汗
1226年冬11月，第四次蒙古灭西夏之战战况激烈，成吉思汗进攻西夏陪都西平府（灵州），遭遇西夏守将嵬名令公顽强抵抗，两军在灵州城西结冰的黄河上展开肉搏，双方死伤惨重，《史集》作者拉施特这样记载：“（灵州战役）两军对阵之激烈，为蒙古军队南征北战遇到的最顽强抵抗。”1227年在亲征西夏的战争间隙，成吉思汗受伤病所扰，“闰五月，避暑六盘山”，《元史》。当年农历六月，金朝派了两名使者携带大量珠宝“至六盘山乞和”，成吉思汗却“分赏诸将。余珠散之地上，任人取之”。同年七月，“西夏国主率臣到六盘山成吉思汗行宫请降”，据说却连成吉思汗的面也没见到，只能在帐外行礼。成吉思汗死前立下三条著名的“六盘山遗嘱”。一是关于继位人的安排，二是关于灭金方略，三是关于如何彻底灭亡西夏的方法。
1227年7月12日(公历8月25日)，成吉思汗在养伤期间病逝于六盘山。

### 忽必烈
1251年夏，忽必烈驻军六盘山避暑，派人到凉州迎请萨迦·班智达，当时萨迦班智达因年老未去。于是由萨迦班智达的侄子八思巴在凉州的王子蒙哥都的陪同下，在六盘山见到忽必烈。忽必烈十分喜欢年青而聪慧的八思巴，于是忽必烈赠给蒙哥都一百名蒙古骑兵，将八思巴留下来，尊八思巴为上师。根据萨迦班智达的临终遗嘱，八思巴继承了萨迦班智达的衣钵及法器，成为萨迦派的第五祖。1253年新年之际，八思巴给忽必烈传授了萨迦派的喜金刚灌顶。

## 诗歌
西汉元封四年（公元前107年）十月，汉武帝修通了翻越六盘山的回中道，回中道修成后，可通行大车。回中道南端起今陕西省陇县北，翻越六盘山，通过泾河河谷，终点逾萧关至固原，这条道路起到了联通长安与河西走廊、河套平原的作用，出兵抵御匈奴的时间大大缩短。这条道路是历史上中原王朝北击游牧民族的必经之路，很多边塞诗人留下了诗篇。

### 漢代《北征赋》班彪
西汉末年公元23年，刘玄称帝高阳，王莽死，刘玄迁都长安，年号更始。公元25年，赤眉军入关中，刘玄被杀。在这一时期，班彪奋然远避凉州安定郡（今宁夏固原），从长安出发，走回中道翻越六盘山，至安定郡郡治高平，”隮高平而周览，望山谷之嵯峨“，写了这篇《北征赋》。《北征赋》是一篇纪行赋，为班彪的代表作，在纪行赋的发展过程中具有重要地位，它继承《楚辞》、《遂初赋》等创作传统，在继承中又有变化，堪称行记赋之首。萧统《文选》选赋，纪行一门首选《北征赋》；清人陈元龙《历代赋汇》亦列其为纪行赋第一篇。由于时事更为艰难，家国离乱，天下危亡，所表现的情绪也更显悲沉。它的语言精丽整齐，但是感情真挚毫不做作。其中写景的一段（从“隮高平而周览”到“哀生民之多故”），则显得清新自然。全文如下：
余遭世之颠覆兮，罹填塞之阨灾。旧室灭以丘墟兮，曾不得乎少留。遂奋袂以北征兮，超绝迹而远游。朝发轫于长都兮，夕宿瓠谷之玄宫。历云门而反顾，望通天之崇崇。乘陵岗以登降，息郇邠之邑乡。慕公刘之遗德，及行苇之不伤。彼何生之优渥，我独罹此百殃？故时会之变化兮，非天命之靡常。
登赤须之长阪，入义渠之旧城。忿戎王之淫狡，秽宣后之失贞。嘉秦昭之讨贼，赫斯怒以北征。纷吾去此旧都兮，騑迟迟以历兹。遂舒节以远逝兮，指安定以为期。涉长路之绵绵兮，远纡回以樛流。过泥阳而太息兮，悲祖庙之不修。释余马于彭阳兮，且弭节而自思。日晻晻其将暮兮，睹牛羊之下来。寤旷怨之伤情兮，哀诗人之叹时。越安定以容与兮，遵长城之漫漫。剧蒙公之疲民兮，为强秦乎筑怨。舍高亥之切忧兮，事蛮狄之辽患。不耀德以绥远，顾厚固而缮藩。首身分而不寤兮，犹数功而辞鱤。何夫子之妄说兮，孰云地脉而生残。登鄣隧而遥望兮，聊须臾以婆娑。闵獯鬻之猾夏兮，吊尉漖于朝那。从圣文之克让兮，不劳师而币加。惠父兄于南越兮，黜帝号于尉他。降几杖于藩国兮，折吴濞之逆邪。惟太宗之荡荡兮，岂曩秦之所图。
隮高平而周览，望山谷之嵯峨。野萧条以莽荡，迥千里而无家。风猋发以漂遥兮，谷水灌以扬波。飞云雾之杳杳，涉积雪之皑皑。雁邕邕以群翔兮，□鸡鸣以哜哜。游子悲其故乡，心怆悢以伤怀。抚长剑而慨息，泣涟落而沾衣。揽余涕以于邑兮，哀生民之多故。夫何阴曀之不阳兮，嗟久失其平度。谅时运之所为兮，永伊郁其谁愬？
乱曰：夫子固穷游艺文兮，乐以忘忧惟圣贤兮？达人从事有仪则兮，行止屈申与时息兮？君子履信无不居兮，虽之蛮貊何忧惧兮？

### 唐代《上之回》卢照邻
唐朝诗人卢照邻《上之回》：
回中道路险，萧关烽堠多。
五营屯北地，万乘出西河。
單于拜玉璽，天子按雕戈。
振旅汾川曲，秋風橫大歌。

### 民國《清平乐·六盘山》毛泽东
1935年10月7日，红军翻越六盘山的当晚，红军总部机关和毛泽东就宿营在彭阳县河阳洼村。六盘山是红军长征翻越的最后一座大山。毛泽东住在村民张有仁家的窑洞里，在闪烁的油灯下，毛泽东趴在小炕桌前记下了山巅上吟颂的《长征谣》。《长征谣》到《清平乐》定稿，先后经过8次改动。1949年8月1日，上海《解放日报》公开发表了这篇由毛泽东作过删改的《清平乐·六盘山》。也有说法提到词最早发表在《诗刊》一九五七年一月号：天高云淡，望断南飞雁。不到长城非好汉，屈指行程二万。六盘山上高峰，红旗漫卷西风。今日长缨在手，何时缚住苍龙？

### 2004年《寧夏》梁靜茹
梁靜茹2004年《寧夏》一曲，該曲DEMO版由作曲人李正帆取材於他在2002年於中國寧夏西吉县王民乡的王民中學支教的經歷，由李正帆女兒灌錄的DEMO版開場的山歌是寧夏民謠《六盤山》；2004年《寧夏》DEMO版經五月天重新編曲後刪走全部寧夏元素，曲意淡化為「寧靜的夏天」。 

## 成语
得陇望蜀。“陇”即六盘山西部的谷地，中国古代“东为左，西为右”，因为在陇山以西，又名陇右；“蜀”指成都平原。原意是指已经取得陇右，还想攻取西蜀，现比喻贪得无厌。《后汉书·岑彭传》：“人苦不知足，既平陇，复望蜀，每一发兵，头鬓为白。”唐·李白《古风》诗：“物苦不知足；得陇望蜀”。

## 六盘山自然保护区
1980年，国务院108号文件确定六盘山林区为黄土高原重要的水源涵养地。1982年宁夏回族自治四届人大四次会议决定建立六盘山自然保护区。1988年国务院以国发(1988)30号文件确认六盘山自然保护区为国家级森林和野生动物类型自然保护区。六盘山自然保护区地处宁夏南部，地跨泾源、隆德两县，总面积为6.78万公顷,其中，国家级保护区2.67万公顷，省级保护区4.11万公顷。地理坐标东经106°09—106°30′，北纬35°15′—35°41′。海拔1700-2942米，南北长110公里；东西宽5-12公里。是泾河、清水河、葫芦河的主要发源地之一。六盘山保护区生态系统是我国黄土高原具有代表性的温带山地森林生态系统，境内生态环境优越，森林茂盛，物种资源丰富，有“西北种质资源基因库”之称。

### 植物
六盘山自然保护区有高等植物113科382属788种，经济价值较高的植物150种，国家重点保护野生植物名录的有水曲柳、秦岭冷杉，重要药用价值植物有桃儿七、黄芪、红毛七、猪苓、升麻、大叶三七、五叶子、贝母、党参、兰夏、白芷、柴胡等，六盘山特有植物有桃儿七、六盘山棘豆、四花早熟禾、紫穗鹅观草。

### 动物
六盘山自然保护区有陆生脊椎动物24目60科207种，列入国家一级重点保护野生动物名录的有金钱豹、林麝、金雕，国家Ⅱ级保护动物有红腹锦鸡、豺、鬣羚、豹猫、麅、狐狸、燕隼、红脚隼、红隼、大鵟、秃鹫、雀鹰等。其中两栖动物1目3科5种，爬行动物2目4科4种，鸟类15目36科158种，哺乳动物6目17科39种；有无脊椎动物13纲47目332科3554种，包括科学新发现150种，中国新纪录71种，宁夏新纪录627种，六盘山新纪录445种，珍稀名贵昆虫有金班幅蛾、丝带凤蝶、黑凤蝶、波水蜡蛾、褐纹十二羽蛾。这些动植物构成了六盘山保护区较为丰富的生物多样性，是保护区重要的生物资源。
2017年8月25日17点30分，六盘山自然保护区的缓冲区发现一只成年毛冠鹿带着幼崽在林区吃草，是该物种在六盘山首次发现。2019年6月，在六盘山国家级自然保护区内，保护区护林员拍摄到一只雌性金钱豹和两个幼崽。2013-2017年，全国第二次陆生野生动物资源调查——六盘山地理单元陆生野生动物资源调查中，经过宁夏林业调查规划院和东北林业大学野生动物资源学院2年的调查结果，确定六盘山国家自然保护区内现有金钱豹种群数为35±6，也就是说在29到41只之间。

## 交通
2017年7月3日贯通的六盘山隧道是目前中国高原地区最长的高速公路隧道，位于青兰高速在宁夏回族自治区过境段的东山坡至毛家沟路段（东毛高速），是青兰高速公路（国道22线）控制性工程，隧道东西连接泾源和隆德两县，全长9.485公里，双洞全长18.97公里。2017年12月13日，六盘山隧道工程项目荣获2016-2017年度国家优质工程奖。

## 延伸阅读
[在维基数据编辑]
 《欽定古今圖書集成·方輿彙編·山川典·隴山部》，出自陈梦雷《古今圖書集成》

## 另見
- 萧关
- 陇坂
- 关陇贵族
- 隴南
- 陇上
- 隴西
- 隴右
- 泾河
- 清水河